# Liste des films soviétiques sortis en 1972
Cet article présente une liste de films produits ou sortis en Union soviétique en 1972.

## 1972
Les titres en français sont en grande majorité des traductions automatiques et non les titres attribués par les distributeurs dans les pays francophones.
Pour le classement annuel, la liste des titres a été établie en se basant sur les répertoires des pages Wikipédia en russe complétées par les listes des sites «kino-teatr» et «kinopoisk» d'où le nombre important de films que l'on trouve dans les références.
Pour les titres où l'on manque de précisions, seule l'année est indiquée : année de réalisation, année de sortie ou les deux. Bien que cela puisse paraître superflu, 1972 est inscrit pour chacun de ces titres pour montrer que la vérification a été faite.
On remarque que, la plupart du temps, il n'y a pas de première pour les courts métrages ainsi que pour les dessins animés et les documentaires de courte durée.
| Titre                                                                                             | Titre original                                                                                      | date de sortie                            | Réalisateur |
| ------------------------------------------------------------------------------------------------- | --------------------------------------------------------------------------------------------------- | ----------------------------------------- | --- |
| À bâtons rompus                                                                                   | ru:Печки-лавочки                                                                                    | 2 avril 1972                              | Vassili Choukchine |
| Adieu à Saint-Pétersbourg                                                                         | ru:Прощание с Петербургом (фильм)                                                                   | 19 juin 1972                              | Ian Frid |
| L'Affaire Tseplis                                                                                 | ru:Афера Цеплиса                                                                                    | 22 février 1972                           | Rolands Kalniņš |
| L'Âge de l'anxiété                                                                                | ru:Возраст тревог (фильм, 1972)                                                                     | 14 aout 1972                              | Guias Taïrovitch Chermoukhamedov |
| Ainsi l'été est passé                                                                             | ru:Вот и лето прошло… (фильм)                                                                       | 21 octobre 1972                           | Aleksandr Sergueïevitch Iguichev (ru) |
| Airs russes                                                                                       | ru:Русские напевы                                                                                   | 1972                                      | Inessa Alekseïevna Kovalevskaïa (ru) |
| Aller au-delà de l'horizon                                                                        | ru:Идущие за горизонт                                                                               | 1 juin1972                                | Nikolaï Artemievitch Kalinine (ru) |
| Anthracite (film, 1971)                                                                           | ru:Антрацит (фильм)                                                                                 | 17 janvier 1972                           | Aleksandr Vladimirovitch Sourine (ru) |
| L'Appel du désert                                                                                 | ru:Зов пустыни (1970)                                                                               | janvier 1972                              | Alty Artykov |
| À propos d'une étrange grenouille                                                                 | ru:Про чудака лягушонка                                                                             | 1972                                      | Valeri Mikhaïlovitch Ougarov (ru) |
| Attends un peu ! (numéro 5)                                                                       | ru:Ну, погоди! (выпуск 5)                                                                           | 26 juin 1971                              | Viatcheslav Kotionotchkine |
| Audace                                                                                            | ru:Дерзость (фильм)                                                                                 | 22 février 1972                           | Gueorgui Jungwald-Khilkevitch |
| Au-delà de la rivière se trouve la frontière                                                      | ru:За рекой — граница                                                                               | 22 février 1972                           | Alty Karliev (ru) |
| Au Nord, au Sud, à l'Est, à l'Ouest ou Toujours en alerte                                         | ru:На Севере, на Юге, на Востоке, на Западе или Всегда начеку!                                      | 3 février 2010 mais produit en 1972       | Iefim Dzigan |
| Autorisation de décollage !                                                                       | ru:Разрешите взлёт!                                                                                 | 19 juin 1972                              | Natalia Vladimirovna Trochtchenko (ru) et Anatoli Timofeïevitch Vekhotko (ru)                                                                                         |
| Au vieux moulin                                                                                   | ru:У старой мельницы                                                                                | 1972                                      | Oussenjan Ibraguimov |
| Ave Maria                                                                                         | ru:Аве Мария (мультфильм)                                                                           | 1972                                      | Vladimir Petrovitch Danilevitch (ru) et Ivan Ivanov-Vano |
| Les Aventures de Dovran                                                                           | ru:Приключения Доврана                                                                              | 26 novembre 1972                          | Anatoli Karpoukhine et Mourad Kourbanklytchev |
| Les Aventuriers de la cité engloutie                                                              | ru:Искатели затонувшего города                                                                      | 1er mai 1972 à Tbilissi                   | Devi Konstantinovitch Abachidze (ru) |
| Ballade en forêt                                                                                  | ru:Лесная баллада                                                                                   | 25 décembre 1972                          | Nourmoukhan Seïtakhmetovitch Jantourine (ru) et Gouk In Tsoï (ru) |
| Le Bataillon d'Ijora                                                                              | ru:Ижорский батальон (фильм)                                                                        | 4 novembre 1972                           | Guennadi Kazanski |
| Le Bien de la République                                                                          | ru:Достояние республики (фильм)                                                                     | 24 avril 1972                             | Vladimir Sergueïevitch Bytchkov (ru) |
| Les Blessures de notre terre                                                                      | ru:Раны земли нашей                                                                                 | avril 1972                                | Mariïonas Vintsovitch Guedris (ru) |
| Blizzard rouge                                                                                    | ru:Красная метель                                                                                   | 3 avril 1972                              | Vassili Iakovlevitch Paskarou |
| Boba et l'éléphant                                                                                | ru:Боба и слон                                                                                      | 1972                                      | Avgoust Avgoustovitch Baltrouchaïtis (ru) |
| Bonjour, Varsovie !                                                                               | ru:Алло, Варшава!                                                                                   | 2 janvier 1972                            | Olguerd Riksovitch Vorontsov (ru) |
| Bottes                                                                                            | ru:Сапожки (фильм)                                                                                  | 1972                                      | Alekseï Valentinovitch Poliakov |
| Boumbarach                                                                                        | ru:Бумбараш                                                                                         | 1er mai 1972                              | Abram Aronovitch Naroditski (ru) et Nikolaï Racheïev |
| La Bru                                                                                            | ru:Невестка (фильм)                                                                                 | 23 décembre 1972                          | Khodjakouli Narliev |
| Le canard qui ne savait pas jouer au football                                                     | ru:Утёнок, который не умел играть в футбол                                                          | 1972                                      | Vitold Ianovitch Bordzilovski (ru) |
| Capitaine du tabac                                                                                | ru:Табачный капитан                                                                                 | 31 décembre 1972                          | Igor Vladimirovitch Oussov (ru) |
| Le Capitaine sauvage                                                                              | ru:Дикий капитан                                                                                    | 16 février 1972                           | Kaliou Ïokhannessovitch Komissarov (ru) |
| Les castors sont sur la piste                                                                     | ru:Бобры идут по следу                                                                              | 4 novembre 1972                           | Mikhaïl Abramovitch Kamenetski (ru) |
| Cavaliers                                                                                         | ru:Всадники (фильм, 1972)                                                                           | 20 mai 1972                               | Vadim Vassilievitch Kostromenko (ru) |
| Ce doux mot - liberté                                                                             | ru:Это сладкое слово — свобода!                                                                     | 20 novembre 1972                          | Vytautas Žalakevičius |
| Ces gens du Nil                                                                                   | ru:Люди на Ниле (фильм, 1972)                                                                       | 17 janvier 1972                           | Youssef Chahine |
| Ces visages différents, différents, différents...                                                 | ru:Эти разные, разные, разные лица…                                                                 | 1er janvier 1972                          | Igor Ilinski et Iouri Sourenovitch Saakov (ru) |
| Cette maudite soumission                                                                          | ru:Эта проклятая покорность (1970)                                                                  | 10 janvier 1972                           | Alguirdas Daoussa (ru) |
| Chacal, fils de chacal                                                                            | ru:Шакал, сын шакала                                                                                | 1972                                      | Mirzə Rəfiyev (az) |
| Chachmakom                                                                                        | ru:Шашмаком (Фильм, 1972)                                                                           | 1972                                      | Tachkhodja Akramovitch Akramov |
| La Chanson du jeune batteur                                                                       | ru:Песня о юном барабанщике                                                                         | 1972                                      | Viatcheslav Kotionotchkine |
| Le Chat pêcheur                                                                                   | ru:Кот-рыболов (мультфильм)                                                                         | 4 novembre 1972                           | Vladimir Polkovnikov |
| Chaud-froid                                                                                       | ru:Холодно — горячо                                                                                 | 8 mars 1972                               | Nikolaï Vassilievitch Rozantsev (ru) |
| Le Chef de gare                                                                                   | ru:Станционный смотритель (фильм, 1972)                                                             | 25 aout 1972                              | Sergueï Soloviov |
| Le Chemin de l'amour désintéressé                                                                 | ru:Тропой бескорыстной любви                                                                        | 3 avril 1972                              | Agassi Aroutiounovitch Babaïan (ru) |
| Les Chercheurs de la ville engloutie                                                              | ru:Искатели затонувшего города                                                                      | mai 1972                                  | Devi Konstantinovitch Abachidze (ru) |
| Chèvres prudentes                                                                                 | ru:Осторожные козлы                                                                                 | 1972                                      | Dmitri Naoumovitch Babitchenko (ru) |
| Chocolat                                                                                          | ru:Шоколад (рекламный фильм, 1972)                                                                  | 1972                                      | Arnold Karpenko |
| Chok et Cher                                                                                      | ru:Шок и Шер                                                                                        | 1972                                      | Kanymbek-Kano Kassymbekov (ru) |
| Le Cinquième Jour de l'exposition d'automne                                                       | ru:Пятый день осенней выставки                                                                      | 1972                                      | Andreï Vadimovitch Razoumovski (ru) |
| Clou                                                                                              | ru:Гвоздь (мультфильм)                                                                              | 1972                                      | Kheïno Iaakovitch Pars (ru) |
| Combattre après la victoire                                                                       | ru:Бой после победы                                                                                 | 21 aout 1972                              | Villen Abramovitch Azarov (ru) |
| Le Comité des dix-neuf                                                                            | ru:Комитет 19-ти                                                                                    | 17 avril 1972                             | Savva Iakovlevitch Koulich (ru) |
| Comment les femmes ont vendu leurs maris                                                          | ru:Как жёны мужей продавали                                                                         | 1972                                      | Irina Borissovna Gourvitch (ru) |
| Connais-toi toi-même                                                                              | ru:Познай себя (фильм, 1972)                                                                        | 13 aout 1972                              | Rodion Rodionovitch Efimenko (ru) |
| Le Conte de fées du Nouvel An                                                                     | ru:Новогодняя сказка (мультфильм)                                                                   | 1972                                      | Vladimir Dmitrievitch Degtiariov (ru) |
| Le Conte de Roustam                                                                               | ru:Сказание о Рустаме                                                                               | 17 avril 1972 à Moscou                    | Boris Kimiagarov |
| Le Coup de la Reine Blanche                                                                       | ru:Ход белой королевы                                                                               | 24 avril 1972                             | Viktor Aleksandrovitch Sadovski (ru) |
| Craquelins noirs                                                                                  | ru:Чёрные сухари                                                                                    | 15 mars 1972                              | Herbert Rappaport |
| Dans notre usine                                                                                  | ru:У нас на заводе                                                                                  | aout 1972                                 | Leonid Danilovitch Agranovitch (ru) |
| Dans un royaume lointain...                                                                       | ru:В тридевятом царстве…                                                                            | 31 janvier 1972                           | Evgueni Firsovitch Cherstobitov (ru) |
| Dauria                                                                                            | ru:Даурия (фильм)                                                                                   | 8 mai 1972                                | Viktor Tregoubovitch |
| Demain, il sera trop tard                                                                         | ru:Завтра будет поздно…                                                                             | 8 décembre 1972 à Bratislava              | Aleksandr Iakovlevitch Karpov (ru) et Martin Ťapák |
| Demande (film, 1971)                                                                              | ru:Запрос (1971)                                                                                    | 1972                                      | Sergueï Aleksandrovitch Nilov |
| La Dépêche disparue                                                                               | ru:Пропавшая грамота (фильм)                                                                        | 1 janvier 1972                            | Boris Ivtchenko |
| Le Dernier Cas du commissaire Berlakh                                                             | ru:Последнее дело комиссара Берлаха                                                                 | 5 aout 1972                               | Vassili Nikolaïevitch Levine (ru) |
| Le Dernier Fort                                                                                   | ru:Последний форт                                                                                   | 10 juillet 1972                           | Vassile Kirillovitch Breskanou (ru) |
| Dernier Passage                                                                                   | ru:Последний перевал                                                                                | 24 juillet 1972                           | Kamil Rustambeyov |
| Le Deuxième Souffle (film, 1971)                                                                  | ru:Второе дыхание (Фильм, 1971)                                                                     | 1972 à la télévision                      | Issaak Petrovitch Chmarouk (ru) |
| Deux jours de miracles                                                                            | ru:Два дня чудес                                                                                    | 24 avril 1972                             | Lev Solomonovitch Mirski (ru) |
| Diliafrouz Djabbarova danse                                                                       | ru:Танцует Диляфруз Джаббарова                                                                      | 1972                                      | N. Kouldachev |
| Le Dit de Roustam                                                                                 | ru:Сказание о Рустаме                                                                               | 17 avril 1972                             | Boris Arievitch Kimiagarov |
| Dix-septième Transatlantique                                                                      | ru:Семнадцатый трансатлантический (фильм, 1972)                                                     | 16 octobre 1972                           | Vladimir Zakharovitch Dovgan (ru) |
| Dompter le feu                                                                                    | ru:Укрощение огня                                                                                   | 12 avril 1972                             | Daniil Khrabrovitski |
| Don Juan à Tallinn                                                                                | ru:Дон Жуан в Таллине                                                                               | 20 mars 1972                              | Arvo Kruusement |
| Drame de l'amour (film, 1971)                                                                     | ru:Драма любви (фильм)                                                                              | 12 juin 1972                              | Choukhrat Abbassov |
| Drame de la vie d'autrefois                                                                       | ru:Драма из старинной жизни                                                                         | 27 novembre 1972                          | Ilia Aleksandrovitch Averbakh (ru) |
| Eau légère                                                                                        | ru:Лёгкая вода (фильм, 1972)                                                                        | 1972                                      | Viatcheslav Grigorievitch Vinnik |
| L'Eau vive (film, 1971)                                                                           | ru:Живая вода (фильм, 1971)                                                                         | 6 mars 1972                               | Grigori Romanovitch Kokhan (ru) |
| Écoute de l'autre côté                                                                            | ru:Слушайте на той стороне                                                                          | 27 novembre 1972                          | Boris Vladimirovitch Ermolaïev (ru) et Badrakhyne Soumkhou (ru) |
| En avant, gardes !                                                                                | ru:Вперёд, гвардейцы!                                                                               | 2 mai 1972                                | Valeri Bakievitch Akhadov (ru) |
| L'Enclume ou le marteau                                                                           | ru:Наковальня или молот                                                                             | 8 septembre 1972                          | Christo Christov |
| L'enquête est menée par les experts. Accident                                                     | ru:Следствие ведут ЗнаТоКи. Несчастный случай                                                       | 11 novembre 1972                          | Iouri Petrovitch Krotenko |
| L'enquête est menée par les experts. Chantage                                                     | ru:Следствие ведут ЗнаТоКи. Шантаж                                                                  | 16 septembre 1972 à la télévision         | Viatcheslav Vladimirovitch Brovkine (ru) |
| L'enquête est menée par les experts. Dinosaure                                                    | ru:Следствие ведут ЗнаТоКи. Динозавр                                                                | 1972                                      | Viatcheslav Vladimirovitch Brovkine (ru) |
| L'enquête est menée par les experts. Je baisse la tête (épisode n° 4 de la série)                 | ru:Следствие ведут ЗнаТоКи. Повинную голову…                                                        | 8 février 1972                            | Viatcheslav Vladimirovitch Brovkine (ru) |
| Eolomea                                                                                           | ru:Эоломея                                                                                          | 21 septembre 1972                         | Herrmann Zschoche |
| L'Épinette dans le champ de seigle                                                                | ru:Ель во ржи (фильм, 1972)                                                                         | 9 octobre 1972                            | Imants Krenbergs (lv) |
| Es-tu un ennemi ou un ami ?                                                                       | ru:Ты враг или друг?                                                                                | 1972                                      | Vladimir Izraïlevitch Pekar (ru) et Vladimir Popov |
| L'Été du soldat Dedov                                                                             | ru:Лето рядового Дедова                                                                             | 30 mars 1972                              | Gueorgui Dmitrievitch Vode (ru) |
| Et les bateaux à vapeur klaxonnent et s'en vont...                                                | ru:А пароходы гудят и уходят…                                                                       | 1972                                      | Rouben Khatchatourovitch Mouradian |
| Et vous, mes amis, peu importe comment vous vous asseyez...                                       | ru:А вы, друзья, как ни садитесь…                                                                   | 1972                                      | Tsezar Abramovitch Orchanski (ru) |
| Exactement trois minutes avant                                                                    | ru:Без трёх минут ровно                                                                             | 5 juin 1972                               | Guenrikh Saoulovitch Gabaï (ru) |
| Fakir pendant une heure                                                                           | ru:Факир на час (фильм, 1971)                                                                       | 8 avril 1972                              | Diamara Loukinitchna Nijnikovskaïa |
| Le Fantôme de Canterville (dessin animé)                                                          | ru:Кентервильское привидение (мультфильм)                                                           | 4 novembre 1972                           | Valentina Semionovna Broumberg (ru) et Zinaïda Semionovna Broumberg (ru)                                                                                              |
| La Fête de mes fils                                                                               | ru:День моих сыновей                                                                                | 30 juillet 1972                           | Stanislav Ivanovitch Tretiakov |
| Fiducie                                                                                           | ru:Доверие (фильм, 1972)                                                                            | 4 décembre 1972                           | Nikolaï Serafimovitch Ilinski (ru) |
| La Fille de la cellule n°25                                                                       | ru:Девушка из камеры № 25                                                                           | 31 janvier 1972                           | David Evguenievitch Rondeli (ru) |
| Fille de soie                                                                                     | ru:Кыз-Жибек (фильм)                                                                                | 18 aout 1972                              | Soultan-Akhmet Khodjaïevitch Khodjikov (ru) |
| La Fin des Lioubavine                                                                             | ru:Конец Любавиных                                                                                  | 27 mars 1972                              | Leonid Evguenievitch Golovnia (ru) |
| Foi, espoir, amour                                                                                | ru:Вера, Надежда, Любовь (фильм, 1972)                                                              | 1972                                      | Issaak Petrovitch Chmarouk (ru) |
| Foka, un touche-à-tout                                                                            | ru:Фока — на все руки дока                                                                          | 1972                                      | Roman Davydov |
| La Forêt de roseaux                                                                               | ru:Тростниковый лес                                                                                 | 10 juillet 1972                           | Erik Karlovitch Latsis (ru) |
| Fresques arméniennes                                                                              | ru:Армянские фрески (Фильм, 1972)                                                                   | 1972                                      | Iouri Aramaïssovitch Erzinkian (ru) |
| Front nomade                                                                                      | ru:Кочующий фронт                                                                                   | 13 mars 1972                              | Baras Tsyretarovitch Khalzanov (ru) |
| Le Funambule                                                                                      | ru:Канатоходец (фильм, 1972)                                                                        | 1972                                      | Vladimir Antonovitch Golovanov (ru) |
| Les Garçons (film, 1971)                                                                          | ru:Мальчики (фильм, 1971)                                                                           | 2 octobre 1972                            | Iekaterina Grigorievna Stachevskaïa-Naroditskaïa (ru) |
| Les garçons sont de bonnes personnes                                                              | ru:Мальчишки — народ хороший (фильм, 1972)                                                          | 27 juin 1972                              | Vassile Kirillovitch Breskanou (ru) |
| Les Grands                                                                                        | ru:Молодой пенсионер (1972)                                                                         | 1972 à la télévision                      | NikolaÏ Viktorovitch Aleksandrovitch |
| Gros Ambre                                                                                        | ru:Большой янтарь                                                                                   | 1972                                      | Aloizs Brenčs |
| Gros Transports                                                                                   | ru:Большие перегоны                                                                                 | 23 mars 1972                              | Anatoli Alekseïevitch Doudorov (ru) |
| Le Hamster taciturne                                                                              | ru:Хомяк-молчун                                                                                     | 1972                                      | Leonid Viktorovitch Nossyrev (ru) |
| Hier, aujourd'hui et toujours                                                                     | ru:Вчера, сегодня и всегда (фильм, 1971)                                                            | 12 juin 1972                              | Iakov Lvovitch Bazelian (ru) |
| Histoire d'un jour                                                                                | ru:Рассказ об одном дне                                                                             | 1972                                      | Sergueï Petrovitch Erine |
| L'hiver n'est pas une saison sur le terrain                                                       | ru:Зима — не полевой сезон (фильм, 1972)                                                            | 5 octobre 1972                            | Iouri Borissovitch Piskounov |
| L'Homme dans la cour du passage                                                                   | ru:Челове́к в проходно́м дворе́                                                                        | 15 mai 1972                               | Mark Evseïevitch Orlov (ru) |
| L'Homme de l'autre bord                                                                           | ru:Человек с другой стороны                                                                         | 26 mars 1972                              | Iouri Iegorov |
| Iegor Boulytchov et autres                                                                        | ru:Егор Булычов и другие (фильм, 1971)                                                              | 16 septembre 1972                         | Sergueï Soloviov |
| L'Île au trésor                                                                                   | ru:Остров сокровищ (фильм, 1971)                                                                    | 15 mai 1972                               | Evgueni Vladimirovitch Fridman (ru) |
| Il était une fois (film à sketchs) avec Noutsa, L'Évêque à la chasse et Voisins                   | ru:Давным-давно (киноальманах, 1971) (Нуца, Епископ на охоте, Соседи)                               | 13 mars 1972 à Moscou                     | réalisés respectivement par Aleksandr Pavlovitch Rekhviachvili (ru), Liana Tarassovna Eliava (ru) et Rezo Tcharkhalachvili                                            |
| Ilf et Petrov sont montés dans le tramway                                                         | ru:Ехали в трамвае Ильф и Петров                                                                    | 19 aout 1972                              | Viktor Titov |
| Ilga-Ivolga                                                                                       | ru:Илга-Иволга                                                                                      | 10 mars 1972 à la télévision              | Jānis Streičs |
| Ils ont volé un zèbre                                                                             | ru:Украли зебру (фильм)                                                                             | 30 décembre 1972                          | Gueorgui Davidovitch Babouchkine et Stepan Issaakovitch Issaakian-Serebriakov (ru)                                                                                    |
| L'Invité inattendu                                                                                | ru:Нежданный гость (фильм, 1972)                                                                    | 14 juillet 1972                           | Vladimir Vassilievitch Monakhov (ru) |
| Jetez un œil à ce visage                                                                          | ru:Всмотритесь в это лицо (фильм, 1972)                                                             | 8 mai 1972                                | Iouri Matveïevitch Mastiouguine |
| Jeune retraité ou Jeune retraité à la recherche d'un enfant                                       | ru:Молодой пенсионер (фильм, 1972) или Молодой пенсионер ищет ребенка                               | 6 mai 1972                                | Soulev Nymmik (ru) |
| Je viens à toi...                                                                                 | ru:Иду к тебе...                                                                                    | 24 juillet 1972                           | Nikolaï Machtchenko |
| Le Joueur                                                                                         | ru:Игрок (Фильм 1972)                                                                               | 17 novembre 1972 à Prague                 | Alexeï Batalov |
| Joyeux Koukouchkine                                                                               | ru:Счастливый Кукушкин (1970)                                                                       | mai 1972                                  | Aleksandr Ilitch Pavlovski (ru) |
| Juste trois semaines...                                                                           | ru:Всего три недели...                                                                              | 3 juin 1972                               | Nikolaï Ignatievitch Litous (ru) et Mikhaïl Ieroukhimovitch Reznikovitch (ru)                                                                                         |
| Khabib, le seigneur des serpents                                                                  | ru:Хабиб — повелитель змей (фильм, 1972)                                                            | 1972                                      | Anvar Bourkhanovitch Touraïev (ru) |
| Kolia, Olia et Archimède                                                                          | ru:Коля, Оля и Архимед                                                                              | 19 juin 1972                              | Iouri Aleksandrovitch Prytkov (ru) |
| Là, au loin, de l'autre côté de la rivière                                                        | ru:Там, вдали, за рекой... (фильм, 1971)                                                            | 2 février 1972                            | Vladimir Lvovitch Faïnberg (ru) et Valentina Pavlovna Malikova |
| Lada du pays des Berendeï                                                                         | ru:Лада из страны берендеев                                                                         | 20 avril 1972                             | Anatoli Sergueïevitch Boukovski (ru) |
| Légende orientale                                                                                 | ru:Восточное сказание (фильм, 1972)                                                                 | 1972                                      | Latif Abidovitch Faïziev (ru) |
| Lumières                                                                                          | ru:Огоньки (фильм, 1972)                                                                            | 15 mai 1972                               | Boris Rytsarev |
| Le Maître de Clamecy                                                                              | ru:Мастер из Кламси                                                                                 | 31 janvier 1972                           | Vadim Kourtchevski |
| Maman                                                                                             | ru:Мама (мультфильм)                                                                                | 1972                                      | Roman Katchanov |
| La Marche blanche (film, 1971)                                                                    | ru:Ход белой королевы (фильм)                                                                       | 24 avril 1972                             | Viktor Aleksandrovitch Sadovski (ru) |
| Martin-pêcheur                                                                                    | ru:Зимородок (фильм)                                                                                | 4 décembre 1972                           | Viatcheslav Aleksandrovitch Nikiforov (ru) |
| Match hors calendrier                                                                             | ru:Некалендарный матч (фильм, 1972)                                                                 | 1972                                      | Moukhtar Kardachkhanovitch Aga-Mirzaïev |
| Mauvaises herbes traduit du letton, Rivière-Ivolga traduit du russe                               | ru:Илга-Иволга                                                                                      | 10 mai 1972                               | Jānis Streičs |
| Ma vie                                                                                            | ru:Моя жизнь (фильм, 1972)                                                                          | 7 aout 1972                               | Grigori Gueorguievitch Nikouline (ru) et Viktor Fiodorovitch Sokolov (ru)                                                                                             |
| La Mer en feu (film, 1970)                                                                        | ru:Море в огне (фильм, 1970)                                                                        | 22 février 1972                           | Leon Nikolaïevitch Saakov (ru) |
| Moi, enquêteur                                                                                    | ru:Я, следователь (фильм)                                                                           | 3 janvier 1972                            | Gueorgui Kalatozichvili |
| Mois d'aout                                                                                       | ru:Месяц август                                                                                     | 29 mai 1972                               | Vadim Vassilievitch Mikhaïlov (ru) |
| Mon frère                                                                                         | ru:Брат мой                                                                                         | 1972                                      | Abdoulla Karsakbaïev (ru) |
| La Montagne noire                                                                                 | ru:Чёрная гора (1970)                                                                               | 21 janvier 1972 à Delhi et le 24 à Moscou | Myssore Chrivinas Satkhiou et Aleksandr Zgouridi |
| Monument                                                                                          | ru:Памятник (фильм, 1972)                                                                           | 1972                                      | Albert Mkrtchyan |
| La Mouette                                                                                        | ru:Чайка (фильм, 1970)                                                                              | 7 janvier 1972                            | Youli Karassik |
| Mousquetaires 4 « A »                                                                             | ru:Мушкетёры 4 «А»                                                                                  | 6 juin 1972                               | Valentine Fiodorovitch Kozatchkov (ru) |
| La Neige en feu                                                                                   | ru:Горячий снег (фильм)                                                                             | 4 décembre 1972                           | Gavriil Eguiazarov |
| Les Nerfs...les nerfs...                                                                          | ru:Нервы… Нервы…                                                                                    | 10 décembre 1972                          | Vadim Nikolaïevitch Zobine (ru) |
| Nous sommes quatre (film)                                                                         | ru:Нас четверо (фильм)                                                                              | 2 janvier 1972                            | Charip Issaouletovitch Beïssembaïev (ru) |
| Nous t'attendons, mon garçon                                                                      | ru:Ждём тебя, парень                                                                                | 18 décembre 1972 à Moscou                 | Ravil Ismaïlovitch Batyrov (ru) |
| Nuit sur le 14e parallèle                                                                         | ru:Ночь на 14-й параллели                                                                           | 20 mars 1972                              | Vladimir Chredel |
| Officier de réserve (film, 1971)                                                                  | ru:Офицер запаса (фильм)                                                                            | 22 mai 1972                               | Iouri Aleksandrovitch Boretski (ru) |
| Oh cette Nastia !                                                                                 | ru:Ох уж эта Настя!                                                                                 | 15 mai 1972                               | Iouri Sergueïevitch Pobedonostsev (ru) |
| L'Oiseau blanc marqué de noir                                                                     | ru:Белая птица с чёрной отметиной                                                                   | 17 janvier 1972                           | Youri Illienko |
| Les ombres disparaissent à midi                                                                   | ru:Тени исчезают в полдень                                                                          | 14 février 1972                           | Valeri Ivanovitch Ouskov (ru) et Vladimir Krasnopolski |
| Où voles-tu, Vitar ?                                                                              | ru:Куда летишь, Витар?                                                                              | 1972                                      | Vladimir Polkovnikov |
| Les Papiers du Pickwick Club                                                                      | ru:Записки Пиквикского клуба (телеспектакль)                                                        | 1 janvier 1972                            | Alexandre Prochkine |
| Papillon                                                                                          | ru:Бабочка (мультфильм)                                                                             | 1972                                      | Andreï Khrjanovski |
| Parle-moi de toi                                                                                  | ru:Расскажи мне о себе                                                                              | 26 juin 1972                              | Sergueï Mikaelian |
| Pas un jour sans aventure                                                                         | ru:Ни дня без приключений                                                                           | 6 novembre 1972                           | Igor Aleksandrovitch Vetrov (ru) |
| Le Perdant                                                                                        | ru:Неудачник (мультфильм)                                                                           | 1972                                      | Vladimir Golikov |
| Père (film, 1971)                                                                                 | ru:Батька (фильм)                                                                                   | 8 mai 1972                                | Boris Mikhaïlovitch Stepanov (ru) |
| Permis de séjour                                                                                  | ru:Вид на жительство (фильм, 1972)                                                                  | 9 octobre 1972                            | Omari Mikhaïlovitch Gvassalia (ru) et Aleksandr Borissovitch Stefanovitch (ru)                                                                                        |
| Petit Soldat                                                                                      | ru:Солдатёнок                                                                                       | 16 avril 1972                             | Eldor Ourazbaïev |
| Petit Tigre dans une théière                                                                      | ru:Тигрёнок в чайнике                                                                               | 1972                                      | Alla Alekseïevna Gratchiova (ru) |
| Pierres blanches film à sketchs avec Loup de mer, Au revoir Inessa, Pierres blanches, Gladiateur. | ru:Белые камни (киноальманах) (фильм, 1972) ( Морской волк, Прощай, Инесса, Белые камни, Гладиатор) | septembre 1972 à Tbilissi                 | réalisés respectivemeny par Rezo Tcharkhalachvili, Irakli Gueorguievitch Assatiani, Temour Mikhaïlovitch Palavandichvili (ru), et Baadour Sokratovitch Tsouladze (ru) |
| Pluie battante                                                                                    | ru:Слепой дождь (фильм)                                                                             | 4 septembre 1972                          | Anatoli Zoukhourovitch Kaboulov (ru) |
| Plus l'électrification                                                                            | ru:Плюс электрификация                                                                              | 1972                                      | Ivan Semionovitch Aksentchouk (ru) |
| Point, point, virgule                                                                             | ru:Точка, точка, запятая…                                                                           | 30 décembre 1972                          | Alexandre Mitta |
| Poutina (poutina : saison de pêche au printemps)                                                  | ru:путина (фильм, 1971)                                                                             | 25 mars 1972                              | Edouard Aleksandrovitch Gavrilov (ru) |
| La Première Tempête                                                                               | ru:Первый шторм (фильм, 1972)                                                                       | 1972                                      | Rodion Rodionovitch Efimenko (ru) |
| Premier Examen (film, 1972)                                                                       | ru:Первый экзамен                                                                                   | 1972                                      | Iou. Zoubov |
| Prends soin de ton ami                                                                            | ru:Береги друга (фильм, 1972)                                                                       | 1972                                      | Moukhtar Kardachkhanovitch Aga-Mirzaïev et Issan Karimov |
| Le Prince Igor                                                                                    | ru:Князь Игорь (фильм-опера)                                                                        | 21 décembre 1972                          | Roman Tikhomirov |
| Problème                                                                                          | ru:Задачка (1971)                                                                                   | 15 mai 1972                               | Viktor Benediktovitch Nord-Levine (ru) |
| Quand l'amandier a fleuri                                                                         | ru:Когда зацвёл миндаль                                                                             | 1 avril 1972                              | Lana Gogoberidze |
| Quand le brouillard se dissipe                                                                    | ru:Когда расходится туман                                                                           | 17 juillet 1972                           | Iouri Mikhaïlovitch Vychinski (ru) |
| Quand le moulin s'est arrêté                                                                      | ru:Когда остановилась мельница                                                                      | 25 décembre 1972                          | Moukadas Makhmoudov (ru) |
| Queues                                                                                            | ru:Хвосты (мультфильм)                                                                              | 4 novembre 1972                           | Vladimir Polkovnikov |
| La République de Rudobel                                                                          | ru:Рудобельская республика (фильм)                                                                  | 20 mars 1972                              | Nikolaï Artemievitch Kalinine (ru) |
| Retour à la vie                                                                                   | ru:Возвращение к жизни (фильм, 1971)                                                                | 10 avril 1972                             | Vladimir Bassov |
| Le Retour du bateau                                                                               | ru: Возвращение катера                                                                              | 7 janvier 1972                            | Andreï Igorevitch Malioukov (ru) |
| Le Rêve chéri                                                                                     | ru:Заветная мечта (мультфильм)                                                                      | 1972                                      | Mikhaïl Abramovitch Kamenetski (ru) |
| Romance joyeuse                                                                                   | ru:Весёлый роман                                                                                    | 1 septembre 1972                          | Levan Iossifovitch Khotivari (ru) |
| Rome, 17...                                                                                       | ru:Рим, 17...                                                                                       | 1972                                      | Iouryi Fedorovytch Souiarko (uk) |
| Ruée (film, 1971)                                                                                 | ru:Порыв (фильм, 1971)                                                                              | 17 avril 1972                             | Outchkoun Egamberdievitch Nazarov (ru) |
| Sans peur                                                                                         | ru:Без страха                                                                                       | 4 septembre 1972                          | Ali Khamraev |
| La Sauterelle verte                                                                               | ru:Зелёный кузнечик (мультфильм)                                                                    | 1972                                      | Rassa Artourovna Straoutmane (ru) |
| Sentiers chauds                                                                                   | ru:Горячие тропы                                                                                    | 4 septembre 1972                          | Yoʻldosh Aʼzamov |
| Septième ciel (film, 1971)                                                                        | ru:Седьмое небо (фильм, 1971)                                                                       | 20 mars 1972                              | Edouard Nikandrovitch Botcharov (ru) |
| Sespel (film, 1970)                                                                               | ru:Сеспель (фильм)                                                                                  | 1er janvier 1972                          | Vladimir Saveliev |
| Seulement toi                                                                                     | ru:Только ты (фильм, 1972)                                                                          | 14 décembre 1972                          | Evgueni Firsovitch Cherstobitov (ru) |
| S'incliner devant le feu                                                                          | ru:Поклонись огню                                                                                   | 25 décembre 1972                          | Tolomouch Okeev |
| Si tu es un homme...                                                                              | ru:Если ты мужчина...                                                                               | 28 mai 1972                               | Anatoli Vladimirovitch Tchemodourov (ru) |
| La Sœur du musicien                                                                               | ru:Сестра музыканта                                                                                 | 20 novembre 1972                          | Issidor Ossipovitch Khomski (ru) et Pavel Ossipovitch Khomski (ru) |
| Sofia Grouchko                                                                                    | ru:Софья Грушко                                                                                     | 1 juin 1972                               | Viktor Illarionovitch Ivtchenko (ru) |
| Solaris                                                                                           | ru:Солярис (фильм, 1972)                                                                            | 5 février 1972                            | Andreï Tarkovski |
| Soleil rouge                                                                                      | ru:Красно солнышко (фильм, 1972)                                                                    | 8 novembre 1972                           | Vassili Iakovlevitch Paskarou |
| Sveaborg                                                                                          | ru:Свеаборг (фильм)                                                                                 | 27 mai 1972                               | Sergueï Kolossov |
| Tableaux d'une exposition                                                                         | ru:Картинки с выставки (мультфильм, 1972)                                                           | 1972                                      | Alexandre Alexeïeff et Claire Parker |
| Tadas Blinda                                                                                      | ru:Тадас Блинда (Фильм, 1972)                                                                       | 1 janvier 1972                            | Balis Alfonso Bratkaouskas |
| Tchari-rama ou Le Quatrième Marié                                                                 | ru:Чари-рама (Фильм, 1972)                                                                          | 1er septembre 1972 à Tbilissi             | Nikolaï Konstantinovitch Sanichvili (ru) |
| Télégramme                                                                                        | ru:Телеграмма (фильм, 1971)                                                                         | 15 mai 1972                               | Rolan Bykov |
| Le Témoin disparu                                                                                 | ru:Пропажа свидетеля                                                                                | 27 mars 1972                              | Vladimir Aleksandrovitch Nazarov (ru) |
| La Terre où vous vivez                                                                            | ru:Край, в котором ты живёшь                                                                        | 1972                                      | Iefim Gambourg |
| Le Testament d'un vieux maître                                                                    | ru:Завещание старого мастера                                                                        | 22 juillet 1972                           | Iouri Stepanovitch Steptchouk (ru) |
| La Tombe du lion                                                                                  | ru:Могила льва                                                                                      | 2 octobre 1972                            | Valeri Roubintchik |
| Traduction de l'anglais                                                                           | ru:Перевод с английского                                                                            | 3 décembre 1972                           | Inessa Sergueïevna Selezniova (ru) |
| Train pour un mois d'aout lointain                                                                | ru:Поезд в далекий август                                                                           | 28 aout 1972                              | Vadim Grigorievitch Lyssenko (ru) |
| Le train s'arrête pendant deux minutes                                                            | ru:Стоянка поезда — две минуты                                                                      | 31 décembre 1972                          | Aleksandr Sergueïevitch Orlov (ru) et Mark Zakharov |
| La 359e Section                                                                                   | ru:А зори здесь тихие (фильм, 1972)                                                                 | 27 aout 1972                              | Stanislav Rostotski |
| Tronka (film, 1971)                                                                               | ru:Тронка (фильм, 1971)                                                                             | 24 avril 1972                             | Artour Iossifovitch Voïtetski (ru) |
| Trouve-moi, Lionia !                                                                              | ru:Найди меня, Лёня!                                                                                | 25 mai 1972                               | Nikolaï Ivanovitch Lebedev (ru) |
| Un champ russe                                                                                    | ru:Русское поле (фильм)                                                                             | 7 février 1972                            | Nikolaï Moskalenko |
| Un excentrique de la classe 5 «B»                                                                 | ru:Чудак из пятого «Б»                                                                              | 21 aout 1972                              | Ilia Frez |
| Un gars du monde                                                                                  | ru:Мировой парень                                                                                   | 22 mai 1972                               | Iouri Nikolaïevitch Doubrovitch (ru) |
| Un petit requiem pour harmonica                                                                   | ru:Маленький реквием для губной гармошки                                                            | 23 octobre 1972 à Tallinn                 | Velio Karlovitch Kiasper (ru) |
| Un sapin de Noël est né dans la forêt                                                             | ru:В лесу родилась ёлочка (мультфильм)                                                              | 1972                                      | Boris Petrovitch Boutakov (ru) |
| Un si long, long chemin...                                                                        | ru:Такая длинная, длинная дорога…                                                                   | 1972                                      | Viktor Fiodorovitch Okountsov |
| Un soldat revient du front                                                                        | ru:Пришёл солдат с фронта                                                                           | 21 février 1972                           | Nikolaï Goubenko |
| Une journée pas ordinaire                                                                         | ru:Необычный день (фильм, 1971)                                                                     | 24 juillet 1972                           | Iouri Andreïevitch Chiller (ru) |
| Une longue route en une courte journée                                                            | ru:Длинная дорога в короткий день                                                                   | 16 octobre 1972                           | Timofeï Vassilievitch Levtchouk (ru) |
| Une maison sur la Fontanka                                                                        | ru:Дом на Фонтанке (Фильм, 1972)                                                                    | 1972                                      | Iouri Naoumovitch Doubravine |
| Une petite confession                                                                             | ru:Маленькая исповедь                                                                               | mars 1972 à Vilnius                       | Alguirdas Araminas (ru) |
| Une ville du Caucase                                                                              | ru:Город на Кавказе (1972)                                                                          | 6 juillet 1972                            | Leonid Moïseïevitch Berditchevski |
| La Vie de Niourka                                                                                 | ru:Нюркина жизнь (фильм, 1971)                                                                      | 11 décembre 1972                          | Anatoli Alekseïevitch Bobrovski (ru) |
| Vie et mort du noble Tchertopkhanov                                                               | ru:Жизнь и смерть дворянина Чертопханова                                                            | 8 juillet 1972                            | Viktor Tourov |
| Le Vieil Homme joyeux                                                                             | ru:Весёлый старичок (мультфильм)                                                                    | 1972                                      | Anatoli Alekseïevitch Petrov (ru) |
| Vieille cerise                                                                                    | ru:Старая черешня                                                                                   | 1 janvier 1972                            | Tofig Ismayilov |
| La vie nous met à l'épreuve                                                                       | ru:Жизнь испытывает нас                                                                             | 17 février 1972                           | Chamil Mahmudbeyov |
| Les Vieux-brigands                                                                                | ru:Старики-разбойники                                                                               | 7 aout 1972                               | Eldar Riazanov |
| Le Vieux Toomas a été volé                                                                        | ru:Украли Старого Тоомаса                                                                           | 14 février 1972                           | Semion Semionovitch Chkolnikov (ru) |
| Le Vieux Zournatchi                                                                               | ru:Старые зурначи                                                                                   | 1972 à Tbilissi                           | Valerian Ivlianovitch Kvatchadze |
| Vin de pissenlit                                                                                  | ru:Вино из одуванчиков (фильм, 1972)                                                                | 1972                                      | Rodion Nakhapetov |
| Virage dangereux                                                                                  | ru:Опасный поворот (фильм)                                                                          | 16 décembre 1972                          | Vladimir Bassov |
| Visiter l'été                                                                                     | ru:В гостях у лета                                                                                  | 1972                                      | Boris Petrovitch Diojkine (ru) |
| Voici mon village                                                                                 | ru:Вот моя деревня (фильм, 1972)                                                                    | 4 novembre 1972                           | Boris Dourov |
| Voyage dans les airs                                                                              | ru:Воздушное путешествие                                                                            | 1972                                      | Aleksandr Akimovitch Bogolioubov (ru) et Roman Katchanov |
| Winnie-Pooh et une journée de soucis                                                              | ru:Винни-Пух и день забот                                                                           | 13 juillet 1972                           | Fiodor Khitrouk et Guennadi Sokolski |
| Zozoulia avec un diplôme                                                                          | ru:Зозуля с дипломом                                                                                | 28 aout 1972                              | Vadim Guerassimovitch Ilenko (ru) |

## Remarque
- Réserve de lièvres[100] (en russe : Заячий заповедник) produit en 1972  et réalisé par Nikolaï Racheïev ne sort qu'en juillet 1987.